# Gnophos intermedia
Gnophos intermedia là một loài bướm đêm trong họ Geometridae.